# Marcão (Fußballspieler, 1996)
Marcão, mit vollem Namen Marcos do Nascimento Teixeira (* 5. Juni 1996 in Londrina), ist ein brasilianischer Fußballspieler.

## Karriere
Marcão begann seine Karriere bei Avaí FC im Jahr 2014. Bereits nach einer Saison wechselte er zu Athletico Paranaense. In seiner ersten Saison für Athletico Paranaense kam er zu 13 Ligaspielen. Fortan wurde der Innenverteidiger von 2015 bis 2018 an Guaratinguetá Futebol, Ferroviária, Atlético Goianiense und Rio Ave FC ausgeliehen.
Vor dem Beginn der Saison 2018/19 wechselte Marcão nach Portugal zum Erstligisten GD Chaves. In der Winterpause 2018/19 verpflichtete ihn Galatasaray Istanbul. Vier Monate später gewann Marcão mit Galatasaray die Meisterschaft und den nationalen Pokal, im Sommer folgte der türkische Supercup. Am Ende der Saison 2020/21 verlängerte Galatasaray den Vertrag mit dem Innenverteidiger bis zum Saisonende 2023/24.
Am 1. Spieltag der Saison 2021/22 kam es während der Partie zwischen Giresunspor und Galatasaray Istanbul zum Eklat. In der 62. Spielminute lief Marcão auf seinen Teamkameraden Kerem Aktürkoğlu zu und verpasste ihm einen tätlichen Kopfstoß, außerdem schlug der Brasilianer mit seinen Fäusten zweimal in Richtung Gesicht von Aktürkoğlu. Der Schiedsrichter wurde vom VAR auf diese Situation aufmerksam gemacht, wodurch Marcão für seine sportliche Tätlichkeit an seinem eigenen Mitspieler mit einer Roten Karte vom Platz gestellt wurde. Marcão wurde aufgrund der Vorkommnisse vom Disziplinarausschuss der Türkischen Fußball Föderation (TFF) mit einer Pflichtspielsperre von acht türkischen Fußballwettbewerbspielen (Liga- und Pokalspiele) versehen und mit einer Geldstrafe in Höhe von 21.000 türkische Lira, umgerechnet ca. 2.100 Euro, weiter sanktioniert. Galatasaray hatte Marcão für eine unbestimmte Zeit suspendiert. und verhängte eine Geldstrafe in Höhe von 150.000 Euro. Die Suspendierung wurde am 3. September aufgehoben. Am 20. März 2022 kam der Innenverteidiger gegen Gaziantep FK zu seinem 100. Süper-Lig-Spiel.
Am 11. Juli 2022 gab der FC Sevilla die Verpflichtung von Marcão bekannt. Sevilla zahlte für den brasilianischen Verteidiger eine Ablösesumme von 15 Millionen Euro. In der Saison 2022/23 bestritt er infolge mehrerer Verletzungen nur 5 von 38 Ligaspielen sowie jeweils drei Spiele in der Champions League und der Europa League. Zum Ende der Saison gewann er die Europa League 2022/23, wobei er im Finale erst unmittelbar vor Schluss eingewechselt wurde.

## Erfolge
Galatasaray Istanbul
- Türkischer Meister: 2018/19
- Türkischer Pokalsieger: 2018/19
- Türkischer Fußball-Supercupsieger: 2019

FC Sevilla
- UEFA-Europa-League-Sieger: 2023

Persönliche Auszeichnung
- Goldene Top-Elf der Saison 2020/21